# Eleição presidencial da Nigéria em 2011
Inicialmente a ser realizada em 9 de abril de 2011, a eleição presidencial nigeriana de 2011 foi adiada para o dia 16 de abril e elegeu o presidente da Nigéria.
Após a eleição vários atos de violência ocorreram no norte do país. Goodluck Jonathan foi declarado vencedor em 19 de abril.

## Antecedentes
Um acordo firmado no país diz que o poder deve ser dividido entre o norte muçulmano e o sul cristão a cada dois mandatos, o que significa esta eleição está agendada para ser representado por um muçulmano. Após a morte do Presidente Umar Yar'Adua, um muçulmano do norte, seu vice-presidente Goodluck Jonathan, um cristão do sul, assumiu como presidente interino.

## Resultados eleitorais
| Candidatos                                             | Partidos                                               | Votos válidos | %     |
| ------------------------------------------------------ | ------------------------------------------------------ | ------------- | ----- |
| Goodluck Jonathan                                      | Partido Democrático do Povo                            | 22 495 187    | 58.87 |
| Muhammadu Buhari                                       | Congresso para a Mudança Progressista                  | 12 214 853    | 31.97 |
| Nuhu Ribadu                                            | Congresso Ação da Nigéria                              | 2 079 151     | 5.44  |
| Ibrahim Shekarau                                       | Partido de Todos os Povos da Nigéria                   | 917 012       | 2.40  |
| Demais candidatos                                      | Demais partidos                                        | 503 775       | 1.32  |
| Fonte: Comissão Nacional Eleitoral Independente (INEC) | Fonte: Comissão Nacional Eleitoral Independente (INEC) | 38 209 978    | 100.0 |